# یواس‌ان‌اس بریتین (تی-ای‌کی‌آر-۳۰۵)
یواس‌ان‌اس بریتین (تی-ای‌کی‌آر-۳۰۵) (به انگلیسی: USNS Brittin (T-AKR-305)) یک کشتی است که طول آن ۹۵۱ فوت ۵ اینچ (۲۹۰٫۰ متر) می‌باشد. این کشتی در سال ۲۰۰۰ ساخته شد.